# Blackbolbus rostratus
Blackbolbus rostratus är en skalbaggsart som beskrevs av Henry Fuller Howden 1985. Blackbolbus rostratus ingår i släktet Blackbolbus och familjen Bolboceratidae. Inga underarter finns listade.